# Taubenturm Garlande
Koordinaten: 48° 59′ 5,4″ N, 2° 27′ 9,3″ O

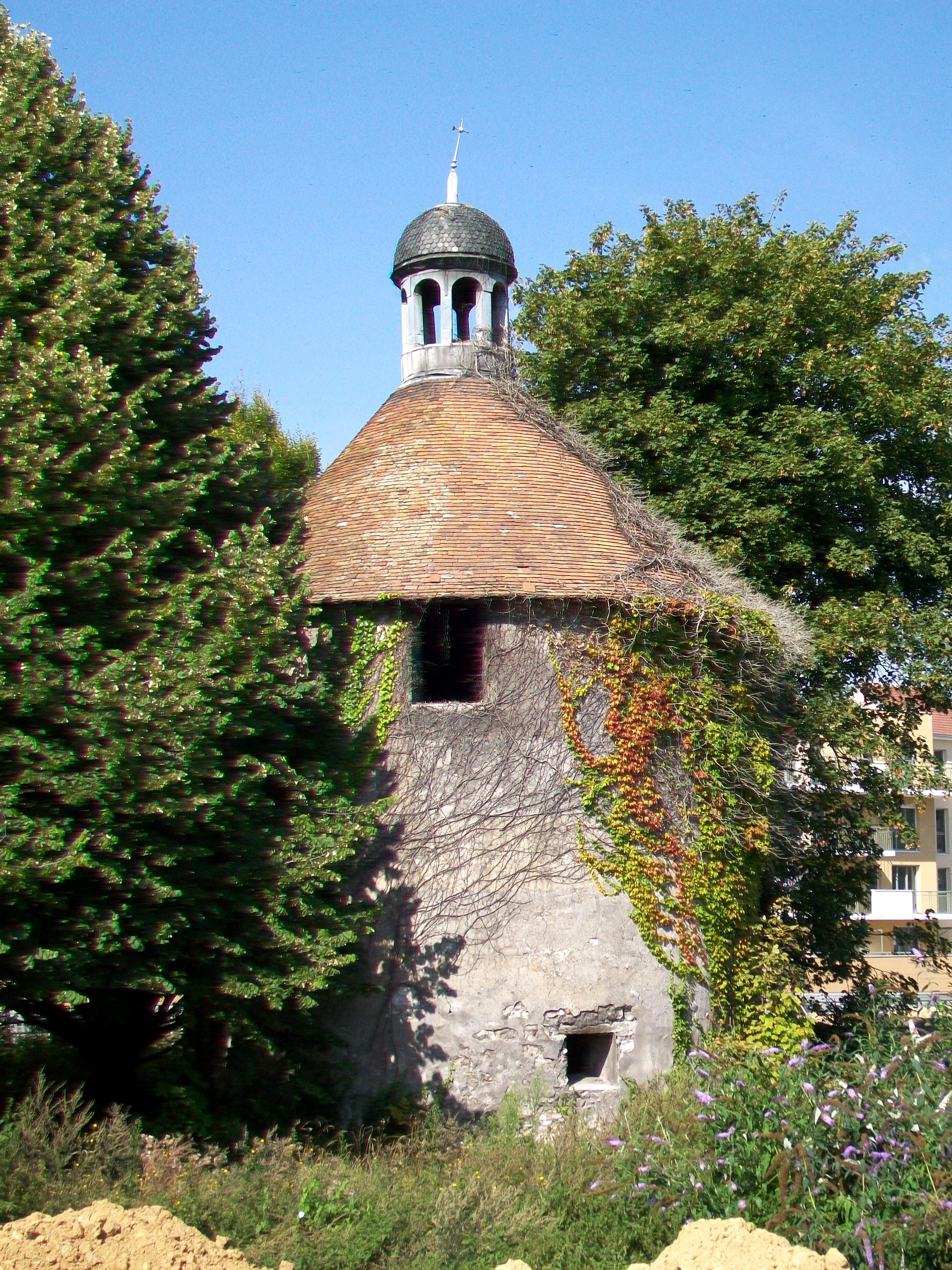
Taubenturm in Gonesse

Der Taubenturm Garlande (frz. colombier de Garlande) in Gonesse, einer französischen Gemeinde im Département Val-d’Oise in der Region Île-de-France, ist ein Taubenturm, der im 17./18. Jahrhundert errichtet wurde. Das Bauwerk an der Rue de la Fontaine-Saint-Nicolas steht seit 1980 als Monument historique auf der Liste der Baudenkmäler in Frankreich.

## Beschreibung
Der runde Taubenturm, der zum grundherrschaftlichen Bauernhof Miville gehörte, besteht aus Bruchsteinmauerwerk. In unregelmäßigen Abständen befinden sich rechteckige Öffnungen. Der Turm wird von einem Dach mit flachen Ziegeln gedeckt. Das Gebäude wird von einer Laterne mit schiefergedecktem Runddach abgeschlossen und von einer Wetterfahne mit Dachknauf bekrönt.